# Barrón (Alava)
Pour les articles homonymes, voir Barrón et Barron.
Barrón est une commune ou une contrée appartenant à la municipalité d'Erriberagoitia dans la province d'Alava, située dans la Communauté autonome basque en Espagne.

## Patrimoine
À Barrón, se trouvee la maison-tour de la famille Barrón et Mendoza, une construction gothique des XIVe et XVe siècles. 
La Lobera de Barrón est une structure avec des murs convergents qui convergent dans un fossé profond et qui était autrefois utilisée pour chasser les loups (voir piège à loup).